# Santmargats
Santmargats (mongoliska: Сантмаргац Сум, Сантмаргац) är ett distrikt i Mongoliet.   Det ligger i provinsen Dzavchan, i den västra delen av landet, 800 km väster om huvudstaden Ulaanbaatar.